# Bohumil Jauris
Bohumil Jauris (30. srpna 1933 – červenec 2001) byl československý rychlobruslař.
V 50. a 60. letech 20. století patřil k nejlepším československým rychlobruslařům, šestkrát se na československém šampionátu umístil na medailové pozici, nikdy jej však nevyhrál. V roce 1955 poprvé startoval na velkých mezinárodních akcích, na Mistrovství Evropy skončil na 22. místě, na Mistrovství světa se umístil na 26. příčce. Zúčastnil se Zimních olympijských her 1956 (500 m – 17. místo, 1500 m – 15. místo, 10 000 m – 26. místo). Jeho nejlepším výsledkem ze světových šampionátů byla 18. pozice z MS 1956, naposledy startoval na MS 1961. Poslední závody absolvoval v roce 1967.
Zemřel koncem července 2001, pohřeb měl 27. července 2001 v Praze-Motole.